# Gamoneu
Der Gamoneu oder Gamonedo ist ein Fettkäse aus Kuhmilch, der in den Gemeinden Onís und Cangas de Onís in der autonomen Region Asturien hergestellt wird. Er ist seit 2008 ein Produkt mit geschützter Ursprungsbezeichnung.
Bedingt durch die Reifung in Höhlen entsteht in den äußeren Schichten Blauschimmel.